# Благотворительный навигатор
Благотворительный навигатор (Charity Navigator) — благотворительная организация по оценке некоммерческих организаций, расположенных в Соединённых Штатах. Благотворительный навигатор действует как некоммерческая организация типа 501 (c) (3). Деятельность организации позволяет получить представление о финансовой стабильности некоммерческих организаций и о соблюдении передовых методов обеспечения подотчётности и прозрачности. Организация не принимает никакой рекламы или пожертвований от оцениваемых им организаций..

## История
Благотворительный навигатор был запущен весной 2001 года Джоном Дуганом, богатым фармацевтом и филантропом. Задача группы заключалась в том, чтобы помочь «донорам принимать информированные решения о пожертвованиях и дать возможность хорошо управляемым благотворительным организациям продемонстрировать свою приверженность надлежащему использованию» донорских долларов. Первоначально Благотворительный навигатор предоставил финансовые рейтинги 1100 благотворительным организациям; по состоянию на середину 2017 года у него были данные о 8500 организациях.
По состоянию на 2009 год только четыре процента оценённых им благотворительных организаций получили как минимум пять последовательных 4-звёздочных рейтингов. В 2011 году американский финансовый журнал «Kiplinger Personal Finance» выбрал Благотворительный навигатор в качестве инновации в управлении деньгами за «благотворительную помощь миллионам людей» и вошёл в список 50 лучших веб-сайтов журнала «Time» в 2006 году. В интервью 2014 года журнал «Chronicle of Philanthropy», американский журналист и политический обозреватель Николас Кристоф сделал высказывание: «Слишком много внимания уделяется вложенным средствам и недостаточно — влиянию», — считает Кристоф. «Ситуация усугубляется попытками повысить подотчётность с помощью таких сайтов, как Благотворительный навигатор. Сейчас так много внимания уделяется соотношению расходов, что наблюдается недостаточное инвестирование в администрирование и эффективность».
Исследования 2014 года по отношению к благотворительности оценило Благотворительный навигатор в шести из семи категорий.

## Метод оценки
Используя общедоступные налоговые декларации (форма IRS 990), поданные в Налоговую службу США, и информацию, размещённую благотворительными организациями на их веб-сайтах, рейтинговая система Благотворительного навигатора рассчитывает свои оценки в двух главных областях — финансовое здоровье и подотчётность/прозрачность.

### Ограничения исходной методологии
В первые годы этот подход подвергался некоторой критике, так в 2005 году этот метод подвергся критике в статье в журнале «Stanford Social Innovation Review» за то, что на тот момент учитывались данные из налоговой декларации по форме IRS 990 только за один год. Это могло привести к значительным колебаниям рейтинга благотворительной организации из года в год. Кроме того, само внимание к форме 990 IRS подвергалось критике, поскольку точность и надёжность данных из этих форм могут быть сомнительными. В форме 990 расходы благотворительной организации классифицируются по трём широким категориям, которые открыты для бухгалтерских манипуляций.
Некоммерческий сектор не имеет строгого финансового регулирования и прозрачности, требуемых от государственных корпораций (в соответствии с Законом о ценных бумагах 1933 года, Законом о фондовых биржах 1934 года и Законом Сарбейнса-Оксли), что создаёт ограничения на то, насколько точно эффективность благотворительной организации может оцениваться на основе налоговой декларации. В методологии Благотворительного навигатора в 1999 году особенно актуально было то, что 59 % из 58 000 благотворительных организаций, получивших общественные пожертвования в 1999 году, не сообщили о каких-либо расходах по сбору средств, что свидетельствует о потенциальной проблеме, связанной с использованием одних только цифр формы 990 при анализе организации. Организация оценивает только 6 % благотворительных организаций в Соединённых Штатах, которые имеют годовой доход более 1 миллиона долларов (эти 6 % получают 94 % доходов, поступающих в некоммерческий сектор каждый год).

### Редакции
В декабре 2008 года президент и главный исполнительный директор Кен Бергер объявил в своём блоге, что организация намерена расширить свою рейтинговую систему, включив в неё показатели результатов работ благотворительных организаций, которых она оценивала. Более подробно это было описано в подкасте для журнала «The Chronicle of Philanthropy» в сентябре 2009 года. В статье объяснялось, что планы пересмотренной рейтинговой системы также будут включать меры подотчётности (включая прозрачность, управление и методы управления), а также результаты (результаты работы благотворительной организации).
В июле 2010 года Благотворительный навигатор объявил о своём первом крупном обновлении. Эта модернизация положила начало тому, что, по заявлению организации, — это процесс перехода к CN 3.0, который представляет собой трёхмерную рейтинговую систему, и будет включать в себя то, что они считают критически важными элементами, которые необходимо учитывать при разумных благотворительных вложениях:
1. финансовое здоровье (Благотворительный навигатор оценил этот параметр с самого начала),
2. подотчётность и прозрачность (начал учитываться в июле 2010 года)
3. отчётность о результатах (оценка этого параметра начата в июле 2012 года)[17]

После сбора данных за более чем год, в сентябре 2011 года Благотворительный навигатор запустил вторую версию рейтинга (CN 2.0), которая представляет собой двумерную рейтинговую систему, которая оценивает:
1. финансовое благополучие
2. подотчётность и прозрачность.[18]

### Расширения
В январе 2013 года Благотворительный навигатор объявил о новом расширении в своей методологии рейтинга — «Отчётность о результатах: третье измерение разумной благотворительности». Поскольку результаты, связанные с миссией, являются той самой причиной, по которой существуют благотворительные организации, Благотворительный навигатор разработал это новое измерение рейтинга, чтобы специально изучить, насколько хорошо благотворительные организации сообщают о своих результатах. Новый рейтинг теперь включает «различные критерии, в том числе … политику конфиденциальности». В июле 2020 года Благотворительный навигатор анонсировал дополнительную рейтинговую систему для некоммерческих организаций Encompass. Новая рейтинговая система Encompass анализирует деятельность некоммерческих организаций по четырём ключевым показателям:
1. Финансы и отчётность
2. Воздействие и результаты
3. Лидерство и адаптируемость
4. Культура и сообщество

Эта альтернативная методология позволяет организации увеличить общее количество оцениваемых некоммерческих организаций с 9 000 до 160 000 при запуске. Рейтинговая система запущена с первым ключевым показателем «Финансы и подотчётность» с планом выпуска дополнительных показателей в течение следующих 18 — 24 месяцев.

### Ответная реакция
Некоторые благотворительные организации в ответ начали предоставлять больше информации. В 2010 году газета «The New York Times» сообщила, что одна некоммерческая организация начала «отчитываться о своих финансах в том же формате, что и 10-K». В ответ на опубликованную генеральным директором Благотворительного навигатора статью под названием «Элитарная филантропия так называемого эффективного альтруизма» соучредитель Центра эффективного альтруизма написал: «что Благотворительный навигатор ошибается в отношении эффективного альтруизма».